# Domus Litonii
La Domus Litonii ou Maison Litonius (en finnois : Litoniuksen talo) est un  l'un des bâtiments historiques d'Helsinki construit au 50, rue Aleksanterinkatu dans le quartier de Kluuvi du Centre ville d'Helsinki en Finlande,.

## Description
La maison conçue par Gustaf Leander, est construite en 1845–1847. 
En 1877 et 1880, on lui ajoute des ailes supplémentaires dans la cour.
En 1921, la maison Eckberg voisine est démolie pour ouvrir la rue Keskuskatu. 
En 1929 Valter Jung y ajoute un bâtiment d'aile plus bas.
En 1936, la façade donnant sur Aleksanterinkatu est rénovée.
Le grenier et le deuxième étage de la maison sont endommagés pendant les bombardements d'Helsinki de 1944. 
En 1955, une partie de l'aile basse et du bâtiment de la cour sont démolis pour faire place à la construction de la Rautatalo.
De 1848 à 1877, l'édifice héberge l'école technique réelle d'Helsinki qui deviendra l'école supérieure technique d'Helsinki quand elle déménagera en 1877 pour le bâtiment nouvellement construit sur Hietalahdentori.